# Corporação de Radiodifusão de Liechtenstein
A Corporação de Radiodifusão de Liechtenstein (em alemão: Liechtensteinischer Rundfunk) é a empresa pública de radiodifusão do Principado de Liechtenstein. A instituição pública foi fundada em 2004, com sede em Schaan, e opera a estação de rádio Radio Liechtenstein.

## História

Radio Liechtenstein.

A Radio Liechtenstein foi criada como resultado da saída do investidor privado Peter Ritter da Rádio L, em 2003. Após várias negociações, o governo de Liechtenstein decidiu a 23 de agosto de 2003 comprar a estação de rádio e continuar a operá-la segundo o modelo de um emissora pública. A 1 de janeiro de 2004, a Rádio Liechtenstein entrou oficialmente em operação quando a estação foi renomeada.

## Organização
A própria Radio Liechtenstein compara o modelo de radiodifusão do Liechtenstein com “o modelo da ORF [austríaca] ou SRF [suíça]”, com base no qual a Rádio L cria um “programa de rádio formador de identidade”. Com um capital patrimonial de 400 000 francos (art. 3.º LRFG), a empresa é inteiramente estatal. No entanto, embora a organização da LRF e a lei de radiodifusão correspondam mais ao modelo austríaco, a descrição das tarefas da LRF é mais semelhante à do “serviço público” na Suíça.
A lei sobre a “Corporação de Radiodifusão de Liechtenstein” descreve a Corporação,, de acordo com o Artigo 2.º, como “uma instituição independente de direito público com personalidade jurídica própria”, operando em todo o território nacional, e fornecendo “informações objetivas e abrangentes ao público em geral sobre todas as questões políticas, sociais, económicas, culturais e desportivas importantes”. Em caso de crise ou catástrofe, a LRF deverá disponibilizar gratuitamente horário de transmissão das ligações (art. 8.º). O mandato da programação é descrito mais detalhadamente nos princípios do programa (artigo 10.º).
Os órgãos e as suas atribuições estão definidos nos artigos 19.º a 31.º da lei sobre a “Corporação de Radiodifusão de Liechtenstein”:
- Conselho de Administração: Cinco a sete especialistas das áreas de media, direito, finanças e contabilidade, que não podem ter relacionamento próximo com a Corporação ou qualquer outra empresa de media e não podem pertencer a conselho local nem ser funcionários da administração estadual ou os membros da comissão de comunicação social não estão autorizados a ocupar um cargo de chefia num partido político.
- Administração: Os seus membros são eleitos pelo Conselho de Administração para mandatos de quatro anos cada, mediante edital público. Várias incompatibilidades também se aplicam a eles. A sua tarefa é a gestão operacional da Corporação de Radiodifusão de Liechtenstein.
- Auditor: Uma empresa de contabilidade reconhecida e escolhida pelo governo.

## Financiamento
De acordo com o artigo 37.º da lei sobre a “Corporação de Radiodifusão de Liechtenstein”, a radiodifusão é financiada pelas receitas publicitárias e pela contribuição estatal aprovada pelo parlamento estadual do Principado do Liechtenstein na lei financeira anual. Isto significa que a Radiodifusão do Liechtenstein é financiada principalmente pelas receitas fiscais gerais.
A taxa de radiodifusão foi abolida no início de 1999. O governo introduziu uma taxa de radiodifusão no parlamento estadual como parte do planeamento financeiro 2014-2017, mas rejeitou-a novamente em julho de 2015, o que foi justificado não só pela falta de aceitação social, mas também pelo facto de o financiamento através da contribuição estatal provou ser o modelo economicamente mais sensato. Desde então, não houve mais discussão sobre a reintrodução de uma taxa de radiodifusão.
Embora as despesas, especialmente com pessoal, tenham permanecido estáveis durante anos, as receitas publicitárias diminuíram continuamente nos últimos anos. O parlamento estadual teve, portanto, de conceder empréstimos adicionais em 2017, 2018, 2020, 2021 e 2023.